# Ryōmō-Linie
| Triebzug der Baureihe 211 zwischen Ōhirashita und Iwafune |                                |                              |                              |
| |                                |                              |                              |
| Streckenlänge: | 84,4 km                        |                              |                              |
| Spurweite: | 1067 mm (Kapspur)              |                              |                              |
| Stromsystem: | 1500 V =                       |                              |                              |
| Streckengeschwindigkeit: | 95 km/h                        |                              |                              |
| Zweigleisigkeit: | Sano–Iwafune Komagata–Maebashi |                              |                              |
| |                                |                              |                              |
| Gesellschaft: | JR East                        |                              |                              |
| \| \| \| Mito-Linie \| 1889– \| \| \| 0,0 \| Oyama (小山) \| 1885– \| \| \| \| Tōhoku-Hauptlinie \| 1885– \| \| \| \| Tōhoku-Shinkansen \| 1982– \| \| \| \| Omoi-gawa \| \| \| \| 5,4 \| Omoigawa (思川) \| 1911– \| \| \| \| Tōbu Nikkō-Linie \| 1929– \| \| \| \| Uzuuma-gawa \| \| \| \| 10,8 \| Tochigi (栃木) \| 1888– \| \| \| \| Nabeyama-Bahn \| 1900–1933 \| \| \| \| \| \| \| \| \| Nagano-gawa \| \| \| \| 15,2 \| Ōhirashita (大平下) \| 1895– \| \| \| \| Iwafune-Bahn \| 1900–1916 \| \| \| 19,3 \| Iwafune (岩舟) \| 1889– \| \| \| 21,2 \| Onodera (小野寺) \| 1952–1987 \| \| \| \| Tōhoku-Autobahn \| \| \| \| 24,4 \| Inubushi (犬伏) \| 1952–1987 \| \| \| \| Tōbu Sano-Zweiglinie \| \| \| \| \| Tōbu Sano-Linie \| 1889– \| \| \| 26,6 \| Sano (佐野) \| 1888– \| \| \| \| \| \| \| \| \| \| \| \| \| \| Akiyama-gawa \| \| \| \| \| Hata-gawa \| \| \| \| \| Izuru-gawa \| \| \| \| \| Akami-Kleinbahn \| 1915–1927 \| \| \| 31,1 \| Tomita (富田) \| 1893– \| \| \| 32,0 \| Ashikaga Flower Park \| Ashikaga Flower Park \| \| \| \| (あしかがフラワーパーク) \| 2018– \| \| \| 36,0 \| Higashi-Ashikaga (東足利) \| 1951–1987 \| \| \| 38,2 \| Ashikaga (足利) \| 1888– \| \| \| 39,9 \| Nishi-Ashikaga (西足利) \| 1954–1987 \| \| \| 39,9 \| Mie (三重) \| 1954–1984 \| \| \| \| Kita-Kantō-Autobahn \| \| \| \| 42,7 \| Yamamae (山前) \| 1897– \| \| \| 45,5 \| Hajika (葉鹿) \| 1951–1987 \| \| \| 47,3 \| Omata (小俣) \| 1889– \| \| \| \| Kiryū-gawa \| \| \| \| 48,8 \| Higashi-Kiryū (東桐生) \| 1952–1987 \| \| \| 52,9 \| Kiryū (桐生) \| 1889– \| \| \| \| Jōmō-Linie \| 1928– \| \| \| \| Watarase-gawa \| \| \| \| 54,6 \| Verzweigung Shimo-Shinden \| Verzweigung Shimo-Shinden \| \| \| \| Watarase-Keikoku-Linie \| 1911– \| \| \| \| Rangierbahnhof Shimi-Shinden \| \| \| \| \| Tōbu Kiryū-Linie \| 1911– \| \| \| 56,9 \| Iwajuku (岩宿) \| 1889– \| \| \| 60,6 \| Ainoya (間野谷) \| 1955–1987 \| \| \| 63,3 \| Kunisada (国定) \| 1889– \| \| \| \| Kita-Kantō-Autobahn \| \| \| \| 66,7 \| Higashi-Isesaki (東伊勢崎) \| 1954–1987 \| \| \| \| Kasu-gawa \| \| \| \| \| Tōbu Isesaki-Linie \| 1931– \| \| \| 69,1 \| Isesaki (国定) \| 1889– \| \| \| 72,5 \| Shimo-Matsuda (下増田) \| 1951–1987 \| \| \| \| Kita-Kantō-Autobahn \| \| \| \| \| Momonoki-gawa \| \| \| \| 74,9 \| Komagata (駒形) \| 1889– \| \| \| 77,6 \| Higashi-Maebashi (東前橋) \| 1955–1987 \| \| \| 78,3 \| Maebashi-Ōshima (前橋大島) \| 1999– \| \| \| 81,9 \| Maebashi (前橋) \| 1889– \| \| \| \| Tōbu Ikaho-Straßenbahn \| 1890–1956 \| \| \| \| Tone-gawa \| \| \| \| 77,6 \| Maebashi (前橋) \| 1884–1889 \| \| \| \| Jōetsu-Linie \| 1921– \| \| \| 84,4 \| Shin-Maebashi (前橋) \| 1921– \| \| \| \| Jōetsu-Linie \| 1884– \| |                                |                              |                              |
| Abzweig geradeaus und von rechts · Strecke |                                | Mito-Linie                   | 1889–                        |
| | 0,0                            | Oyama (小山)                 | 1885–                        |
| Abzweig geradeaus und nach rechts · Strecke |                                | Tōhoku-Hauptlinie            | 1885–                        |
| Kreuzung geradeaus unten · Strecke nach rechts |                                | Tōhoku-Shinkansen            | 1982–                        |
| Brücke über Wasserlauf |                                | Omoi-gawa                    | Omoi-gawa                    |
| Bahnhof | 5,4                            | Omoigawa (思川)              | 1911–                        |
| Kreuzung geradeaus unten · Strecke von rechts |                                | Tōbu Nikkō-Linie             | 1929–                        |
| Brücke über Wasserlauf · Brücke über Wasserlauf |                                | Uzuuma-gawa                  | Uzuuma-gawa                  |
| U-Bahn-Haltepunkt / Haltestelle Streckenende und quer (Strecke außer Betrieb) | 10,8                           | Tochigi (栃木)               | 1888–                        |
| Strecke · Strecke |                                | Nabeyama-Bahn                | 1900–1933                    |
| Strecke · Strecke nach links |                                |                              |                              |
| Brücke über Wasserlauf |                                | Nagano-gawa                  | Nagano-gawa                  |
| Haltepunkt / Haltestelle | 15,2                           | Ōhirashita (大平下)          | 1895–                        |
| Strecke |                                | Iwafune-Bahn                 | 1900–1916                    |
| Bahnhof · U-Bahn-Haltepunkt / Haltestelle Streckenanfang und quer (Strecke außer Betrieb) | 19,3                           | Iwafune (岩舟)               | 1889–                        |
| ehemaliger Haltepunkt / Haltestelle | 21,2                           | Onodera (小野寺)             | 1952–1987                    |
| Strecke mit Straßenbrücke |                                | Tōhoku-Autobahn              | Tōhoku-Autobahn              |
| ehemaliger Haltepunkt / Haltestelle | 24,4                           | Inubushi (犬伏)              | 1952–1987                    |
| Strecke · Strecke von links (außer Betrieb) |                                | Tōbu Sano-Zweiglinie         | Tōbu Sano-Zweiglinie         |
| Strecke von links · Kreuzung geradeaus unten · Kreuzung (Strecke geradeaus außer Betrieb) |                                | Tōbu Sano-Linie              | 1889–                        |
| Bahnhof (Strecke außer Betrieb) | 26,6                           | Sano (佐野)                  | 1888–                        |
| Strecke (außer Betrieb) |                                |                              |                              |
| Abzweig ehemals quer und nach rechts · Kreuzung geradeaus unten (Querstrecke außer Betrieb) · Strecke nach rechts (außer Betrieb) |                                |                              |                              |
| Brücke über Wasserlauf |                                | Akiyama-gawa                 | Akiyama-gawa                 |
| Brücke über Wasserlauf |                                | Hata-gawa                    | Hata-gawa                    |
| Brücke über Wasserlauf |                                | Izuru-gawa                   | Izuru-gawa                   |
| Strecke |                                | Akami-Kleinbahn              | 1915–1927                    |
| Kopfbahnhof Streckenende und quer (Strecke außer Betrieb) · Bahnhof | 31,1                           | Tomita (富田)                | 1893–                        |
| Haltepunkt / Haltestelle | 32,0                           | Ashikaga Flower Park         | Ashikaga Flower Park         |
| Strecke |                                | (あしかがフラワーパーク)     | 2018–                        |
| ehemaliger Haltepunkt / Haltestelle | 36,0                           | Higashi-Ashikaga (東足利)    | 1951–1987                    |
| Bahnhof | 38,2                           | Ashikaga (足利)              | 1888–                        |
| ehemaliger Haltepunkt / Haltestelle | 39,9                           | Nishi-Ashikaga (西足利)      | 1954–1987                    |
| ehemaliger Haltepunkt / Haltestelle | 39,9                           | Mie (三重)                   | 1954–1984                    |
| Strecke mit Straßenbrücke |                                | Kita-Kantō-Autobahn          | Kita-Kantō-Autobahn          |
| Bahnhof | 42,7                           | Yamamae (山前)               | 1897–                        |
| ehemaliger Haltepunkt / Haltestelle | 45,5                           | Hajika (葉鹿)                | 1951–1987                    |
| Bahnhof | 47,3                           | Omata (小俣)                 | 1889–                        |
| Brücke über Wasserlauf |                                | Kiryū-gawa                   | Kiryū-gawa                   |
| ehemaliger Haltepunkt / Haltestelle | 48,8                           | Higashi-Kiryū (東桐生)       | 1952–1987                    |
| Haltepunkt / Haltestelle Streckenanfang · Bahnhof | 52,9                           | Kiryū (桐生)                 | 1889–                        |
| Strecke nach rechts |                                | Jōmō-Linie                   | 1928–                        |
| Brücke über Wasserlauf · Brücke über Wasserlauf |                                | Watarase-gawa                | Watarase-gawa                |
| Blockstelle · Strecke | 54,6                           | Verzweigung Shimo-Shinden    | Verzweigung Shimo-Shinden    |
| Abzweig geradeaus und nach rechts · Strecke |                                | Watarase-Keikoku-Linie       | 1911–                        |
| Strecke · Betriebs-/Güterbahnhof Streckenende |                                | Rangierbahnhof Shimi-Shinden | Rangierbahnhof Shimi-Shinden |
| Kreuzung geradeaus unten |                                | Tōbu Kiryū-Linie             | 1911–                        |
| Bahnhof | 56,9                           | Iwajuku (岩宿)               | 1889–                        |
| ehemaliger Haltepunkt / Haltestelle | 60,6                           | Ainoya (間野谷)              | 1955–1987                    |
| Bahnhof | 63,3                           | Kunisada (国定)              | 1889–                        |
| Strecke mit Straßenbrücke |                                | Kita-Kantō-Autobahn          | Kita-Kantō-Autobahn          |
| ehemaliger Haltepunkt / Haltestelle | 66,7                           | Higashi-Isesaki (東伊勢崎)   | 1954–1987                    |
| Brücke über Wasserlauf |                                | Kasu-gawa                    | Kasu-gawa                    |
| Strecke · Strecke von links |                                | Tōbu Isesaki-Linie           | 1931–                        |
| | 69,1                           | Isesaki (国定)               | 1889–                        |
| ehemaliger Haltepunkt / Haltestelle | 72,5                           | Shimo-Matsuda (下増田)       | 1951–1987                    |
| Strecke mit Straßenbrücke |                                | Kita-Kantō-Autobahn          | Kita-Kantō-Autobahn          |
| Brücke über Wasserlauf |                                | Momonoki-gawa                | Momonoki-gawa                |
| Bahnhof | 74,9                           | Komagata (駒形)              | 1889–                        |
| ehemaliger Haltepunkt / Haltestelle | 77,6                           | Higashi-Maebashi (東前橋)    | 1955–1987                    |
| Haltepunkt / Haltestelle | 78,3                           | Maebashi-Ōshima (前橋大島)   | 1999–                        |
| U-Bahn-Haltepunkt / Haltestelle Streckenende und quer (Strecke außer Betrieb) · Bahnhof | 81,9                           | Maebashi (前橋)              | 1889–                        |
| Strecke |                                | Tōbu Ikaho-Straßenbahn       | 1890–1956                    |
| Brücke über Wasserlauf |                                | Tone-gawa                    | Tone-gawa                    |
| ehemaliger Bahnhof | 77,6                           | Maebashi (前橋)              | 1884–1889                    |
| Abzweig geradeaus und von rechts |                                | Jōetsu-Linie                 | 1921–                        |
| Bahnhof | 84,4                           | Shin-Maebashi (前橋)         | 1921–                        |
| Strecke |                                | Jōetsu-Linie                 | 1884–                        |

Die Ryōmō-Linie (jap. 両毛線 Ryōmō-sen) ist eine Eisenbahnstrecke auf der japanischen Insel Honshū, die von der Bahngesellschaft JR East betrieben wird. In den Präfekturen Tochigi und Gunma verbindet sie Oyama mit Maebashi und bildet eine wichtige Querverbindung am Nordrand der Kantō-Ebene. Der Begriff Ryōmō bezieht sich auf die gleichnamige Region, deren Ausdehnung ungefähr jener der alten Provinz Keno entspricht.

## Streckenbeschreibung
Die 84,4 km lange Strecke ist in Kapspur (1067 mm) verlegt und mit 1500 V Gleichspannung elektrifiziert. Sie bedient 19 Bahnhöfe, die zulässige Höchstgeschwindigkeit beträgt 95 km/h. Ihr östlicher Ausgangspunkt ist der Bahnhof Oyama, wo Anschluss an die Tōhoku-Shinkansen, die Utsunomiya-Linie und die Mito-Linie besteht. Sie biegt nach Nordwesten ab, überquert den Fluss Omoi und führt nach Tochigi, wo sie sich mit der Tōbu Nikkō-Linie kreuzt. Dort wendet sie sich nach Südwesten und passiert dabei die südlichsten Ausläufer des Ashio-Gebirges. In Sano, wo sie sich mit der Tōbu Sano-Linie kreuzt, wendet sie sich nach Westen und erreicht daraufhin Ashikaga im Tal des Watarase.
Dem linken Ufer dieses Flusses folgend, gelangt die Strecke nach Kiryū, wo auf die Watarase-Keikoku-Linie umgestiegen werden kann. Erneut biegt sie nach Südwesten ab, quert dabei den Watarase und verläuft danach fast geradlinig bis Isesaki, der Endstation der Tōbu Isesaki-Linie. Von dort aus verläuft sie nordwestwärts dem Hirose-Tal entlang bis zum Stadtzentrum von Maebashi. Nach der Überbrückung des Tone endet sie an der Jōetsu-Linie im Bahnhof Shin-Maebashi.
Zwar verläuft die Strecke weitestgehend durch flaches Terrain am nördlichen Rand der Kantō-Ebene, weist aber etliche Kurven auf. Diese sind erforderlich, um möglichst viele Städte entlang der Route anzubinden. Die Trasse ist überwiegend eingleisig. Mit zwei Gleisen ausgestattet sind die Abschnitte zwischen Iwafune und Sano (7,3 km) sowie zwischen Komagata und Maebashi (7,0 km).

## Zugangebot
Grundsätzlich ist anzumerken, dass Shin-Maebashi zwar die nominelle westliche Endstation ist, sämtliche Züge der Ryōmō-Linie aber ihren Ausgangspunkt im Bahnhof Takasaki haben und von dort aus zunächst 7,3 km weit auf der Jōetsu-Linie verkehren. Auf dem westlichen Teil zwischen Takasaki und Kiryū fahren Nahverkehrszüge tagsüber zweimal stündlich, während der Hauptverkehrszeit drei- bis viermal je Stunde (wobei einzelne Züge bereits in Isesaki wenden). Auf dem östlichen Teil zwischen Kiryū und Oyama fahren die Züge tagsüber einmal stündlich, während der Hauptverkehrszeit ungefähr jede halbe Stunde.
Das Angebot zwischen Maebashi und Takasaki wird ergänzt durch mehrere Züge der Shōnan-Shinjuku-Linie und der Takasaki-Linie, die über ihren eigentlichen Endpunkt Takasaki hinaus verkehren. Während der Goldenen Woche und der Winter-Illuminationen fahren zusätzliche Sonderzüge vom und zum Ashikaga Flower Park.

## Bilder

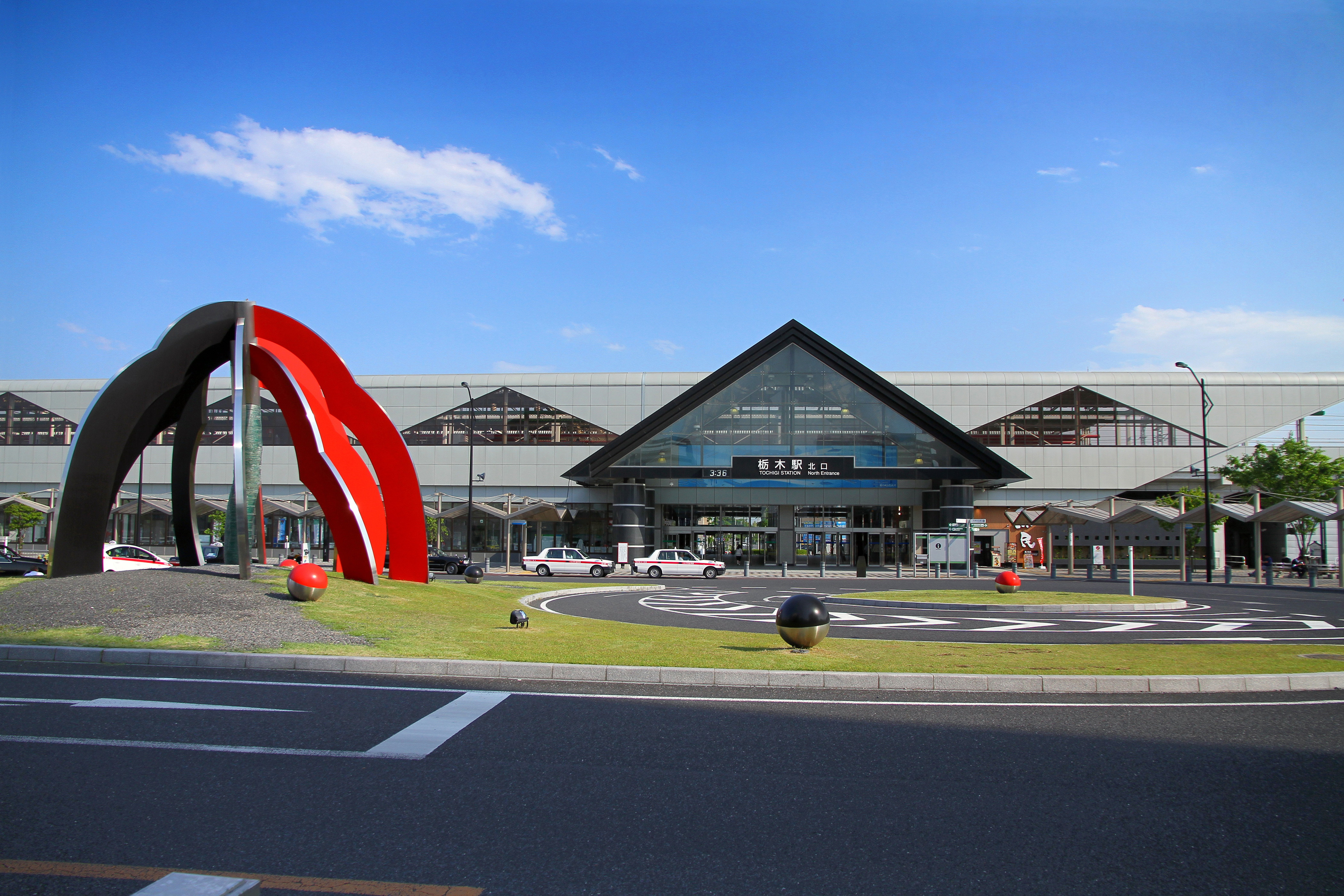
Bahnhof Tochigi
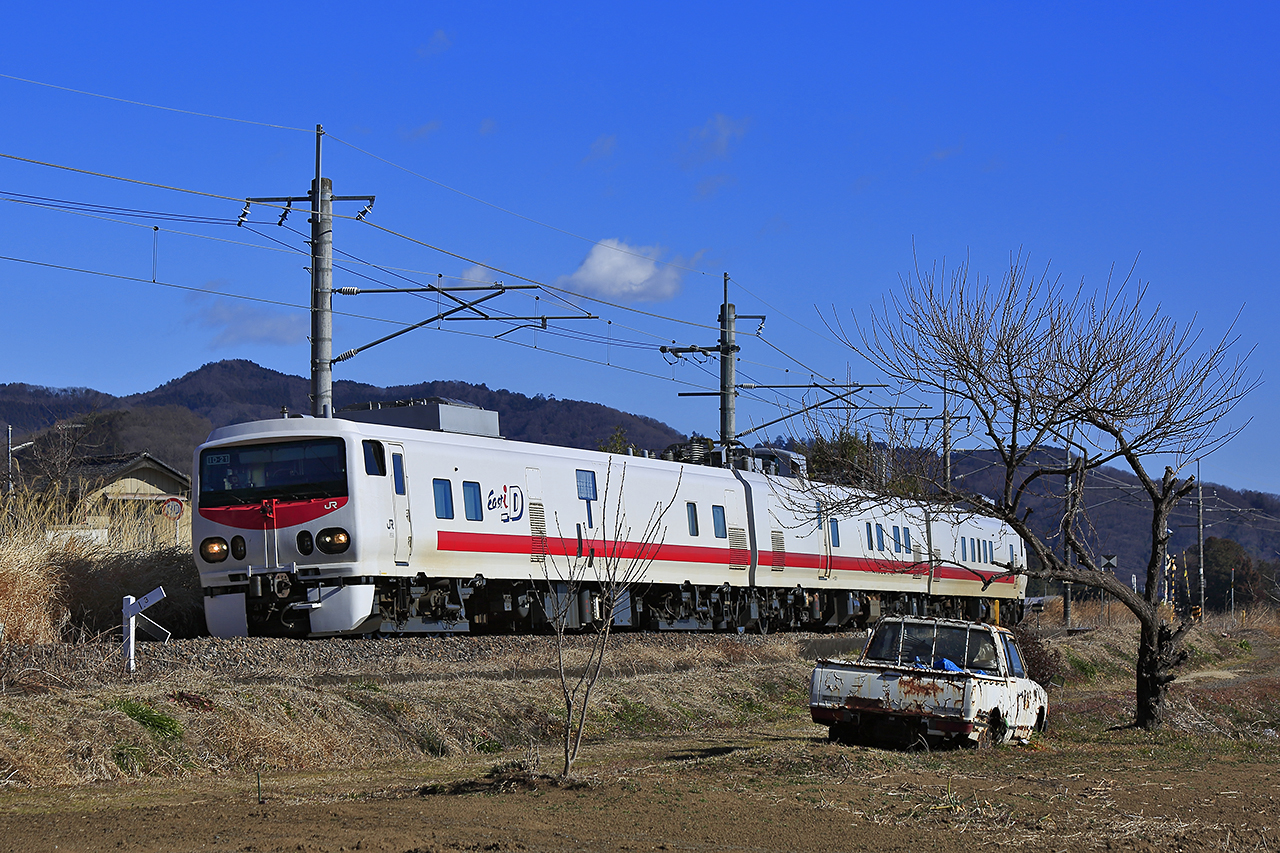
Triebzug der Baureihe E193 zwischen Ōhirashita und Iwafune
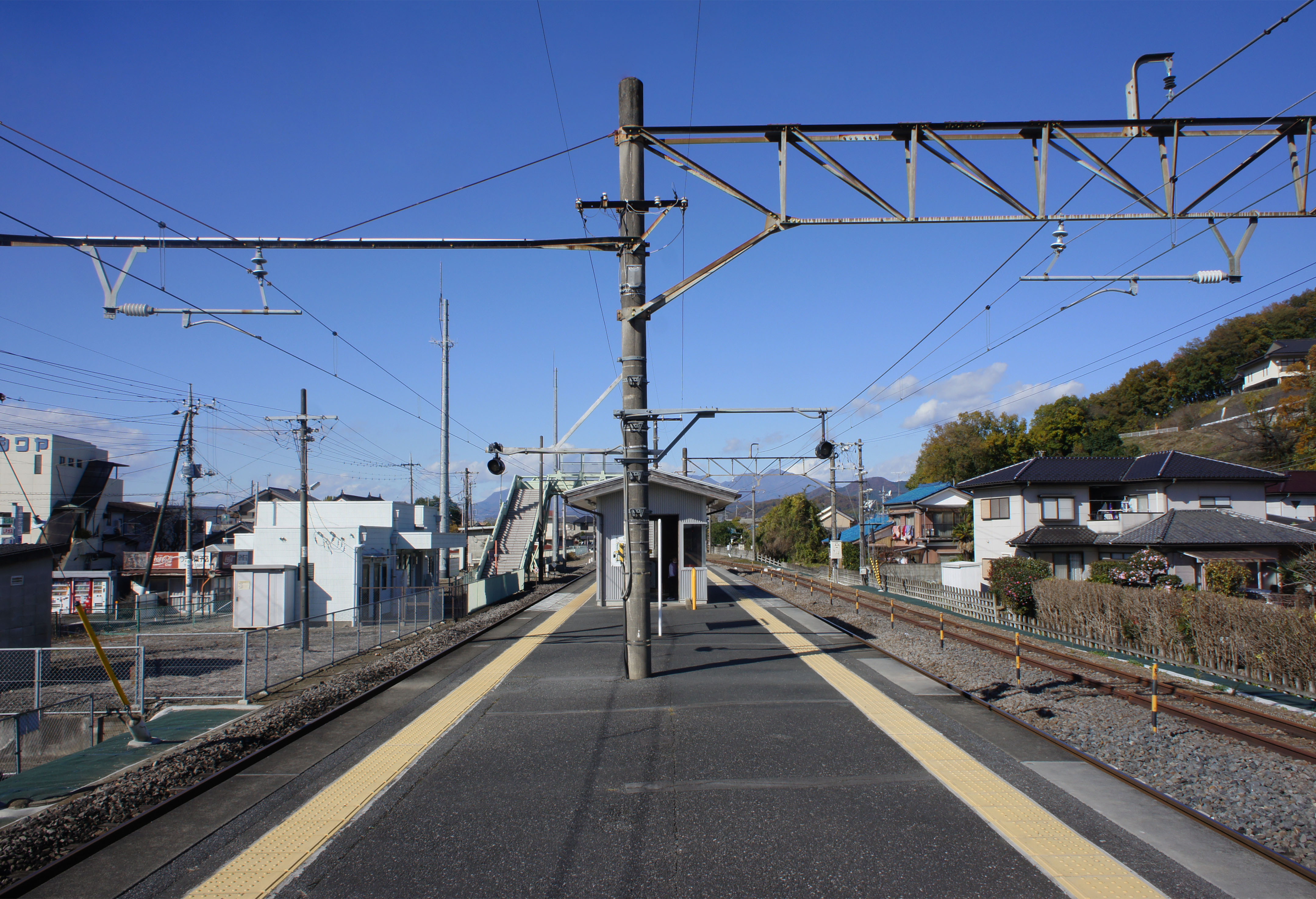
Bahnhof Omata
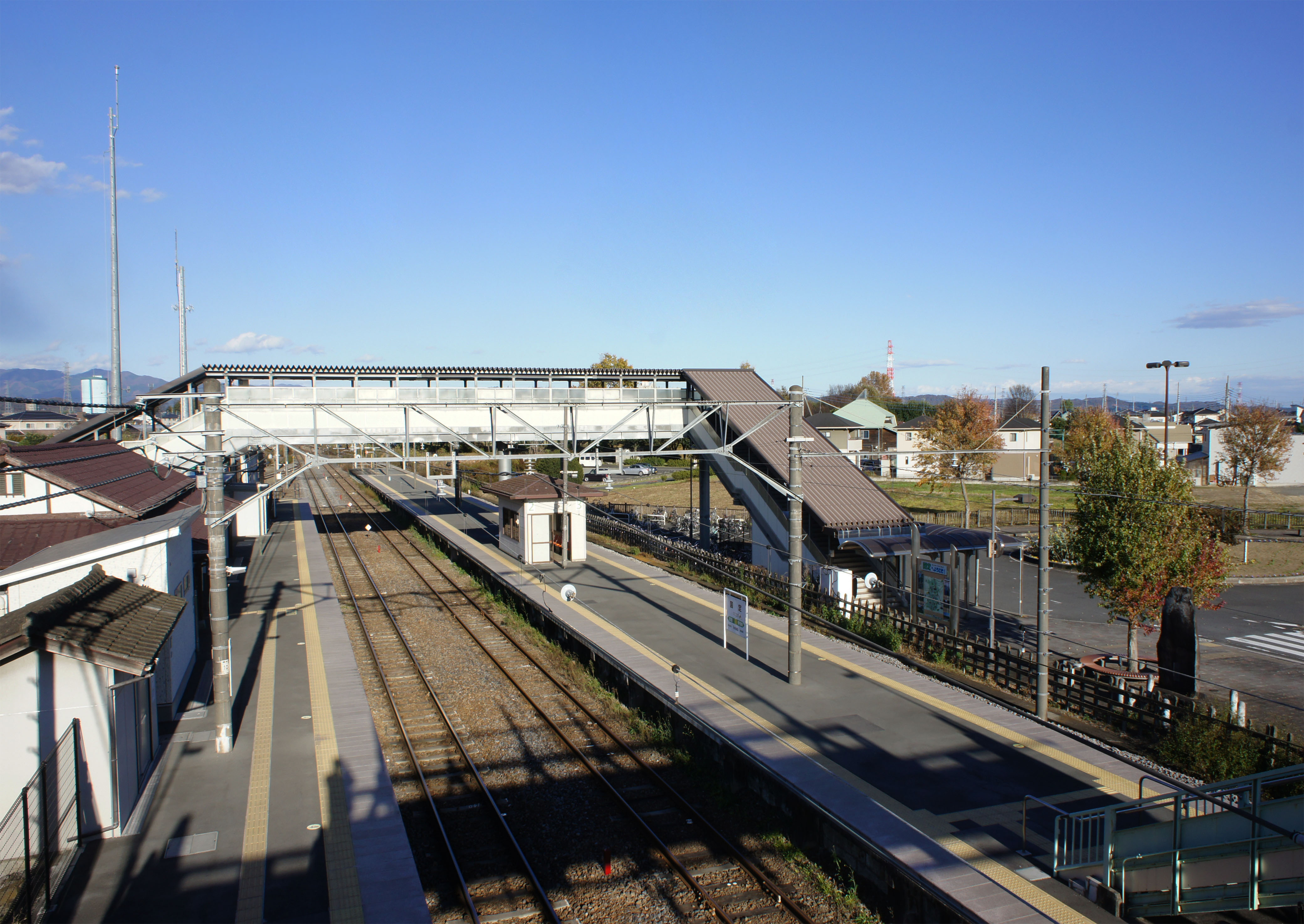
Bahnhof Kunisada
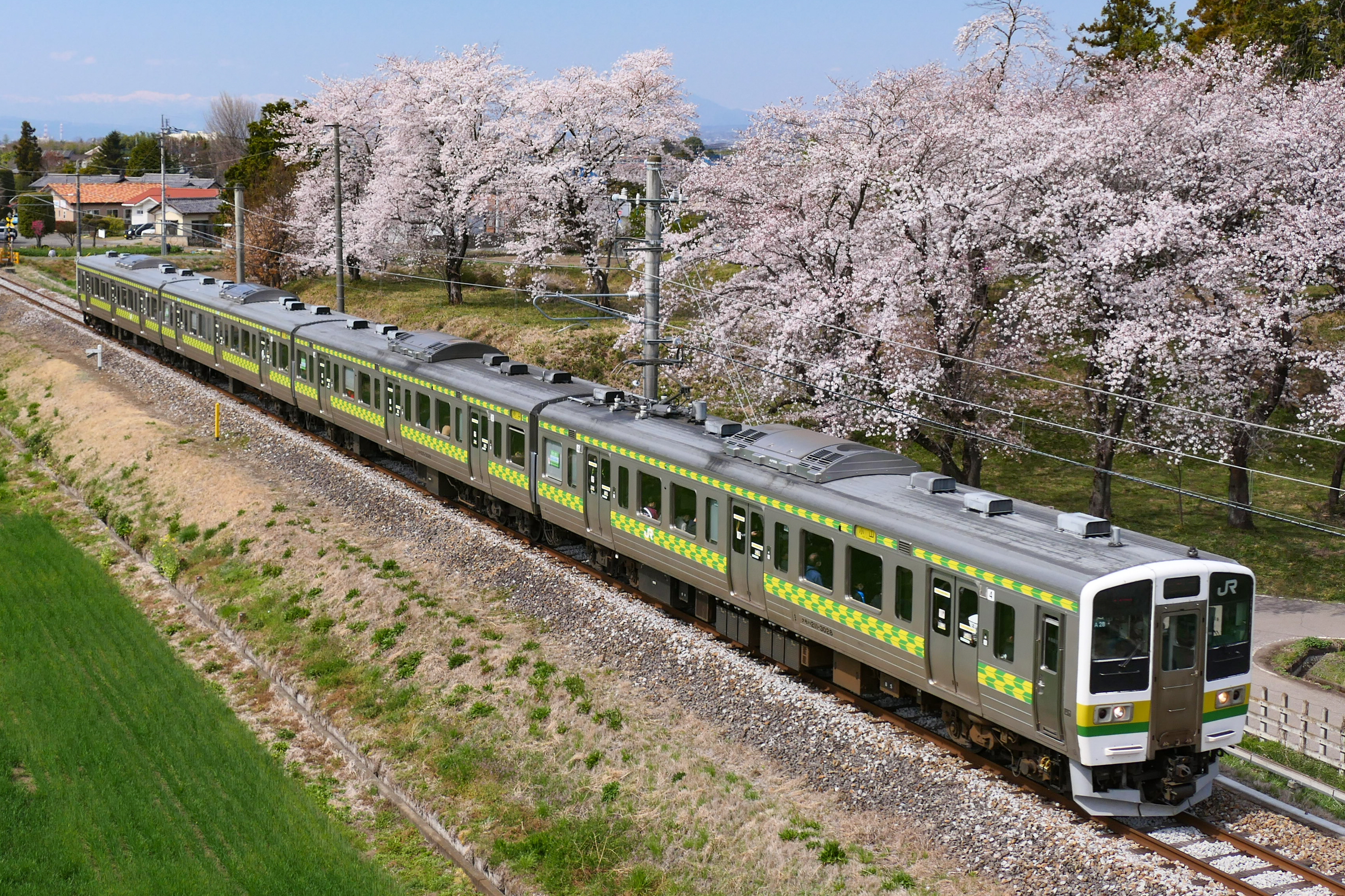
Triebzug der Baureihe 211 zwischen Komagata und Isesaki

## Geschichte
Die Region Ryōmō ist seit Jahrhunderten für die Gewinnung von Seide und die Herstellung von daraus gefertigten Stoffen bekannt. Nachdem in den 1870er Jahren die ersten japanischen Eisenbahnen entstanden waren, kam bald der Wunsch auf, diese wirtschaftlich bedeutende Gegend zu erschließen, um den Export zu fördern. Die Tōhoku-Hauptlinie und die Takasaki-Linie führten von Tokio aus nach Norden, berührten die Region aber jeweils nur am äußersten Rand. Japans erste private Bahngesellschaft, die Nippon Tetsudō, eröffnete am 20. August 1884 die Strecke von Takasaki nach Maebashi als Fortsetzung der Takasaki-Linie. Sie verzichtete aber vorerst auf den Bau einer Brücke über den Tone, weshalb der Bahnhof am rechten Flussufer und nicht im Stadtzentrum lag.
Eine weitere Gesellschaft, die Ryōmō Tetsudō, erschloss das Gebiet von Osten her und nahm am 22. Mai 1888 zunächst das Teilstück zwischen Oyama und Ashikaga in Betrieb. Am 15. November desselben Jahres folgte die Verlängerung nach Kiryū und am 20. November 1889 jene von Kiryū zum heutigen Bahnhof Maebashi. Fünf Wochen lang gab es in der Stadt zwei Bahnhöfe, jenen der Nippon Tetsudō am rechten und jenen der Ryōmō Tetsudō am linken Flussufer. Dies änderte sich am 26. Dezember 1889 mit der Inbetriebnahme der Eisenbahnbrücke über den Tone, worauf die Nippon Tetsudō ihren Bahnhof stilllegte. Damit war die Ryōmō-Linie fertiggestellt. Am 1. Januar 1897 erfolgte die Übernahme der Ryōmō Tetsudō durch die Nippon Tetsudō, die nun allein für den Betrieb verantwortlich war.
Nachdem der japanische Reichstag das Eisenbahnverstaatlichungsgesetz beschlossen hatte, gingen die Nippon Tetsudō und ihre Strecken am 1. November 1906 in staatlichen Besitz über. Das Eisenbahnministerium eröffnete den nominellen westlichen Endpunkt der Ryōmō-Linie, den Bahnhof Shin-Maebashi, am 1. Juli 1921 an der Abzweigung der damals im Bau befindlichen Jōetsu-Linie, wobei die Züge weiterhin von und nach Takasaki verkehrten. Dieseltriebwagen standen erstmals am 10. Juli 1934 im Einsatz. Am 27. November 1957 elektrifizierte die Japanische Staatsbahn den Abschnitt zwischen Shin-Maebashi und Maebashi, am 1. September 1968 die restliche Strecke bis Oyama. 1985 wurde der Streckenabschnitt um den Bahnhof Maebashi auf einen Viadukt verlegt, ein Jahr später jener um den Kiryū.
Im Rahmen der Staatsbahnprivatisierung ging die Strecke am 1. April 1987 in den Besitz der neuen Gesellschaft JR East über, während JR Freight nun für den Güterverkehr zuständig war. Um die Reisezeit zu beschleunigen, wurden an diesem Tag zehn Bahnhöfe geschlossen. 2003 verlegte man den Bereich um den Bahnhof Tochigi ebenfalls auf einen Viadukt. Ein Jahr später stellte JR Freight den Güterverkehr auf der gesamten Strecke ein. Am 12. Oktober 2019 richtete Taifun Hagibis große Schäden an mehreren Stellen der Strecke an, worauf der Verkehr zwischen Oyama und Kiryū eingestellt werden musste. Dieser konnte in den folgenden Wochen in vier Stufen wiederhergestellt werden; am 11. November war die gesamte Strecke wieder befahrbar.

## Liste der Bahnhöfe
| Name                                          | km   | Anschlusslinien                                                   | Lage   | Ort      | Präfektur |
| --------------------------------------------- | ---- | ----------------------------------------------------------------- | ------ | -------- | --------- |
| Oyama (小山)                                  | 00,0 | Tōhoku-Shinkansen Tōhoku-Hauptlinie (Utsunomiya-Linie) Mito-Linie | Koord. | Oyama    | Tochigi   |
| Omoigawa (思川)                               | 05,4 |                                                                   | Koord. | Oyama    | Tochigi   |
| Tochigi (栃木)                                | 10,8 | Tōbu Nikkō-Linie                                                  | Koord. | Tochigi  | Tochigi   |
| Ōhirashita (大平下)                           | 15,2 |                                                                   | Koord. | Tochigi  | Tochigi   |
| Iwafune (岩舟)                                | 19,3 |                                                                   | Koord. | Tochigi  | Tochigi   |
| Sano (佐野)                                   | 26,6 | Tōbu Sano-Linie                                                   | Koord. | Sano     | Tochigi   |
| Tomita (富田)                                 | 31,1 |                                                                   | Koord. | Ashikaga | Tochigi   |
| Ashikaga Flower Park (あしかがフラワーパーク) | 32,0 |                                                                   | Koord. | Ashikaga | Tochigi   |
| Ashikaga (足利)                               | 38,2 |                                                                   | Koord. | Ashikaga | Tochigi   |
| Yamamae (山前)                                | 42,7 |                                                                   | Koord. | Ashikaga | Tochigi   |
| Omata (小俣)                                  | 47,3 |                                                                   | Koord. | Ashikaga | Tochigi   |
| Kiryū (桐生)                                  | 52,9 | Watarase-Keikoku-Linie im Bhf. Nishi-Kiryū: Jōmō-Linie            | Koord. | Kiryū    | Gunma     |
| Iwajuku (岩宿)                                | 56,9 |                                                                   | Koord. | Midori   | Gunma     |
| Kunisada (国定)                               | 63,3 |                                                                   | Koord. | Isesaki  | Gunma     |
| Isesaki (伊勢崎)                              | 69,1 | Tōbu Isesaki-Linie                                                | Koord. | Isesaki  | Gunma     |
| Komagata (駒形)                               | 74,9 |                                                                   | Koord. | Maebashi | Gunma     |
| Maebashi-Ōshima (前橋大島)                    | 78,1 |                                                                   | Koord. | Maebashi | Gunma     |
| Maebashi (前橋)                               | 81,9 | im Bhf. Chūō-Maebashi: Jōmō-Linie                                 | Koord. | Maebashi | Gunma     |
| Shin-Maebashi (新前橋)                        | 84,4 | Jōetsu-Linie                                                      | Koord. | Maebashi | Gunma     |